# 赤坑镇 (广宁县)
赤坑镇，是中华人民共和国广东省肇庆市广宁县下辖的一个乡镇级行政单位。

## 行政区划
赤坑镇下辖以下地区：
赤坑社区、合成村、花山村、福排村、旺垌村、惠爱村、汶水村、洲仔村、合坑村和雅韶村。